# 貴本亜莉紗
貴本 亜莉紗（きもと ありさ、1968年10月18日 - ）は、日本の元女優。かつて夏木プロダクションに所属していた。

## 来歴・人物
夏アクターズスタジオ卒業後デビュー。1989年に芸名を本名から貴本亜莉紗に改める。TBS『まんがはじめて面白塾』に、1989年10月7日放送の第35回から最終回までオリーブ役で主演を務める。1994年ごろから米川サチへと改名した。同じ事務所に所属していた賀来千香子との共演作が多い。

### プロフィール
- 趣味・特技 - ジャズダンス、タップダンス、陸上競技[1]
- 血液型 - B型[1]
- 身長 - 160cm[1]
- バスト - 85cm[1]
- ウエスト - 60cm[1]
- ヒップ - 88cm[1]
- 体重 - 49kg

## 出演歴

### テレビドラマ
- 代議士の妻たち2（1989年、TBS） 早苗 役
- 土曜ワイド劇場「実年素人探偵とおんな秘書の名推理4」（1989年、テレビ朝日）
- 花王 愛の劇場「一緒に暮らしたい」（1990年、TBS）
- 月曜ドラマスペシャル（TBS）
  - 「愛の痛み」（1990年）
  - 「疑惑の結婚」（1994年）
- 七人の女弁護士（1991年、テレビ朝日） 美田めぐみ 役[1]
- DRAMADOS「転写美人」（1991年、関西テレビ）
- ラブストーリーを君に 第2話「愛は勝つ」（1992年、テレビ朝日）
- 綺麗になりたい（1992年、よみうりテレビ）
- 火曜サスペンス劇場「刑事・鬼貫八郎 死びとの座」（1993年、日本テレビ） 正美 役
- Trap-TV 第17話「Paranoia -隣人-」（1993年、フジテレビ） 妙子 役
- 暴れん坊将軍V 第22話「無法街の花姉妹」（1993年、テレビ朝日） お春 役
- 誰にも言えない 第1話「私を凌辱した男」（1993年、TBS） デパートガール 役
- JTドラマBOX 君に伝えたい 第11話「再会」（1994年、毎日放送）
- 星の金貨 第2話（1995年、日本テレビ）
- 風のロンド （1995年、東海テレビ）

### 映画
- ふざけろ!（1991年、ヒーロー・コミュニケーションズ） 山茶花晴美 役
- ナースコール（1993年、アポロン） 鈴木早苗 役
- トカレフ （1994年、ヘラルド・エース） 幼稚園の先生 役

### その他
- まんがはじめて面白塾（1989年 - 1991年、TBS）- 第35回～最終回、オリーブ 役（主演）
- 遠くへ行きたい 第1026回（1990年、読売テレビ） 旅人